# Бороховичі
Бороховичі, також Боруховичі (пол. Borochowicz, рос. Бороховичи) — згаслий старшинський рід.

## Походження
Рід бере свій початок від Андрія Бороховича, найдавнішу згадку про старшинського діяча з таким прізвищем ми знаходимо в народній думі під назвою “Хмельницький та Барабаш”, де згадується багато сподвижників Богдана Хмельницького, а дія відбувається на самому початку Визвольної війни (1648-1657 років). 

## Родова схема
Борохо́вич Миха́йло Андрі́йович ( - † 13.10.1704)-  Гадяцький полковий "обозний" (1672), полковник Гадяцький (1687-1704), учасник Азовського походу (1696), наказний гетьман на час Північної війни (1701). В 1690 і 1696 роках отримав гетьманські універсали на с.Лютенька, с.Перевіз, с.Млини, с. Сакаловка, Свинарне (нині Соснівка).
Загинув у Польському поході 1704 році. Похований у побудованій ним Успенській церкві села Лютенька.  

Борохович Михайло Андрійович

- Олена Іванівна (дружина) (- † 1724) 6 листопада 1704 року, отримала гетьманський універсална с.Лютеньку, Скаловку, Свинарне (нині Соснівка), с. Бірки, с.Загрунівку. 10 листопада 1704 року узята разом з дітьми під протекції гетьмана.

Борохович Максим Михайлович (- † 1724)- Гадяцький полковий "обозний" (1720). 11 вересня 1695 року отримав гетьманський універсал на маєтки свого батька: Лютенської сотні с.Будише (нині Лютенські Будища), Троянівка. 15 жовтня 1709 року отримав гетьманський універсал на с.Будише (нині Лютенські Будища), Троянівку, Хлопчовку.
- Тетена Григорівна (дружина) - 8 грудня 1727 року отримала гетьманський універсал на с.Будище (нині Лютенські Будища),Троянівку, Хлопчовку.

Борохович Федір Михайлович (- † до 1724) - від батька отримав с. Красна Лука (після смерті брата Івана) с.Бірки, Загрунівку, Тарасівку.
- Тетяна (дружина) (- † до 1724) -  у другому шлюбі із  Бороховичом Федором Михайловичем.

Борохович Іван Михайлович (- † до 1709)- володів с. Красна Лука
Борохович Федосія Михайлівна -  одражена із Рощаковським Павлом Миколайовичем (- † до 1711)- володіла с. Лисівка.
Борохович Марія Михайлівна - одружена із Богаевським Семеном Леонтійовичем, міщанином із Опішні.
Борохович Роман Федорович (- † до 1724) - бунчужний, 9 травня 1709 року отримав гетьманський універсал на с. Красна Лука, Ковалівка, Бірки, Загрунівка, Тарасівка. 9 вересня 1717 року отримав гетьманський універсал на Лютеньку. 7 липня  1718 року отримав царську грамоту.
Савич Марія Семенівна - (дочка генерального писаря). У другім шлюбі за Еропкіним Юрієм Федоровичем відставним майором (1730).
Борохович Марія Федорівна - одружена із Левенцом Дмитром Івановичем.
- Малороссийский Гербовник В. К. Лукомский, Санкт-Петербург, 1914. Бороховичі.
- Малороссийский родословник. Том 1 Модзалевский Вадим Львович Бороховичи
- Історія козацько-старшинського роду Бороховичів